# Anton Abad i Chavarria
Anton Abad i Chavarria (Saidí, Baix Cinca, 1958) és un cantautor de la Franja de Ponent. És considerat el principal cantautor de la Franja, al costat d'Àngel Villalba i de Tomàs Bosque. Les seves cançons evoquen la vida al camp.
Posseïdor d'un llenguatge viu i de gran regust popular (no exempt de dialectalismes), tot i que comença a cantar cap al 1975, no es dona a conèixer fins a l'any 1989 amb un LP titulat Avui és un dia com un altre, al qual segueixen Lo ball de la polseguera (1991), Cap problema (1995), A la corda fluixa (2005) i Llesques (2009).
Els seus notables textos parlen sovint, d'una manera desenganyada i crítica, de la societat actual ("Un tipus perillós", "La taverna"). La infantesa hi és vista, sovint, com l'únic paradís autèntic, precisament perquè ha estat perdut de manera irreversible ("Lo barquet de paper"). Pagès de professió, el seu contacte amb el públic és càlid i directe, però les seves actuacions a la resta dels Països Catalans han estat escasses fins ara i han tingut poc ressò mediàtic.